# Церетели, Зураб Кайхосрович
Князь Зураб Кайхосрович Церетели (1747—1823) — грузинский дипломат из рода Церетели, генерал-майор русской службы.

## Биография
Являлся поданным Имеретинского царства. В августе 1784 года был направлен имеретинским царём Давидом II послом в Россию вместе с абхазским католикосом Максимом II и дворянином Давидом Квинихидзе. 
При следующем имеретинском царе Соломоне II пользовался значительным влиянием, занимал положение, аналогичное положению первого министра. В этот период действовал в интересах Российской империи, вассалом которой в 1804 году признала себя Имеретия. Активно участвовал в подавлении Имеретинского восстания 1810 года, которое поднял сам царь Соломон II. После того, как восстание было подавлено, а царь Соломон арестован, Зураб Церетели от русского царя Александра Первого получил орден Святой Анны I степени и чин генерал-майора, хотя никогда в русской армии не служил.
В 1819 году в Имеретии разразилось новое восстание. Позиция Церетели в ходе этого восстания, по всей видимости, была довольно двойственной. По некоторым данным, он предлагал повстанцам провозгласить своего сына новым царём планируемой повстанцами к восстановлению независимой Имеретии. Однако, уже в 1820 году восстание было подавлено. Князь Зураб Церетели скончался несколько лет спустя.
Дочь князя Зураба, княжна Кетеван, была замужем за царевичем грузинским Иоанном Георгиевичем, сыном последнего грузинского царя Георгия XII.